# La Côte Picarde 1997
La Côte Picarde 1997, sesta edizione della corsa e valida come evento del circuito UCI categoria 1.4, fu disputata il 22 aprile 1997 su un percorso di 196 km. Fu vinta dall'uzbeco Djamolidine Abdoujaparov al traguardo con il tempo di 4h33'31", alla media di 42,097 km/h.
Al traguardo 94 ciclisti portarono a termine la gara.

## Ordine d'arrivo (Top 10)
| Pos. | Corridore                | Squadra         | Tempo    |
| ---- | ------------------------ | --------------- | -------- |
| 1    | Djamolidine Abdoujaparov | Lotto           | 4h33'31" |
| 2    | Fabio Sacchi             | Polti           | s.t.     |
| 3    | Christophe Leroscouet    |                 | s.t.     |
| 4    | Serhij Ušakov            | Polti           | s.t.     |
| 5    | Rolf Järmann             | Casino          | s.t.     |
| 6    | Sergej Valer'evič Ivanov | TVM             | s.t.     |
| 7    | Nicolas Jalabert         | Cofidis         | s.t.     |
| 8    | Stuart O'Grady           | GAN             | s.t.     |
| 9    | Andrzej Sypytkowski      | Mroz            | s.t.     |
| 10   | Franck Bouyer            | Franç. des Jeux | s.t.     |